# Исландия на «Детском Евровидении»
Исландия никогда не участвовала на Детском Евровидении. На конкурс 2021 года исландская телекомпания отправляла делегацию и транслировала конкурс, а также транслировала его (с задержкой в 2 часа 45 минут),  имевший 96 % рейтинг, телевещатель «RÚV» подтвердил, что они рассмотрят возможность дебюта на конкурс в следующем году. Однако «RÚV»  объявили, что Исландия не дебютирует на Детское Евровидение 2022, но они объявили о рассмотрении дебюта на Детское Евровидение 2023. 13 июня 2023 года Рунар Фрейр Гислассон, менеджер исландского телевещателя RÚV и пресс-атташе исландской делегации, подтвердил, что страна не дебютирует в «Детском Евровидении» в этом году. 23 декабря 2023 года Рунар Фрейр Гисласон объявил, что Исландия всё ещё рассматривает возможность своего участия в «Детском Евровидении». Однако, 4 июля 2024 года телевещатель RÚV заявил, что Исландия не дебютирует на Детском Евровидении 2024. Ответственность за участие и трансляцию конкурса несёт «RÚV».

## История
Исландия никогда не участвовала на Детском Евровидении. Исландский телевещатель «RÚV» впервые транслировал конкурс в 2021 году. Комментатором был Феликс Бергссон. Телевещатель транслировал конкурс с задержкой на 2 часа 45 минут. В 2022 И 2023 году Исландия рассматривала возможность своего дебюта на конкурс, однако его не случилось. 23 декабря 2023 года  Рунар Фрейр Гислассон объявил, что Исландия всё ещё рассматривает возможность дебютировать на конкурс. Однако, 4 июля 2024 года телевещатель RÚV заявил, что Исландия не дебютирует на Детском Евровидении 2024. 2 января 2025 года, руководитель проектов вещателя RÚV и глава пресс-службы делегации страны на «Евровидении», заявил, что страна всё ещё рассматривает возможность дебюта.

## Трансляция, комментаторы и глашатай
Исландия впервые транслировала конкурс в 2021, с задержкой на 2 часа 45 минут. За трансляцию конкурса в стране отвечает исландский телевещатель «RÚV».
| Год       | Канал(-ы)        | Комментаторы     | Глашатаи       | Источник    |
| --------- | ---------------- | ---------------- | -------------- | ----------- |
| 2003-2020 | Не транслировала | Не транслировала | Не участвовала |             |
| 2021      | RÚV 1            | Феликс Бергссон  | Не участвовала | [ 5 ] [ 6 ] |
| 2022-2024 | Не транслировала | Не транслировала | Не участвовала |             |